# William Morrison, I visconte Dunrossil

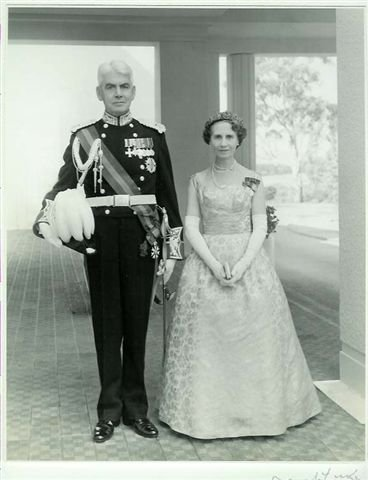
Il visconte con la moglie

William Shepherd Morrison, I visconte Dunrossil (Torinturk, 10 agosto 1893 – Canberra, 3 febbraio 1961), è stato un ufficiale e politico britannico, governatore generale dell'Australia dal 1960 al 1961.